# Porsche-Diesel Super L 308
Le Porsche-Diesel Super L 308 est un tracteur fabriqué par Porsche-Diesel Motorenbau GmbH, basé à Friedrichshafen sur le lac de Constance et qui a produit ce modèle de tracteur de 1958 à 1960. Le Porsche-Diesel Super L 308 était une version longue du Porsche-Diesel Super N 308, qui avait des caractéristiques techniques comparables.
Le tracteur Porsche était propulsé par un moteur diesel trois cylindres en ligne à quatre temps refroidi par air. Avec ses 28 kW, le tracteur Porsche-Diesel pouvait atteindre une vitesse de pointe de 20 km/h. De plus, il était doté d’un système de lubrification par circulation sous pression et d’un procédé innovant de chambre vortex. Le procédé de combustion Optima de Porsche avec ventilateur de refroidissement radial, connu des modèles précédents, faisait également partie de l’équipement du Porsche-Diesel Super L 308. Les buses d’injection et les pompes d’injection Bosch, tout aussi connues, alimentaient le moteur en carburant.
En version longue, le Porsche-Diesel Super L 308 disposait d’un double embrayage et d’un empattement plus long. De plus, le tracteur était produit dans différentes versions avec des empattements réglables. La largeur de voie du Super L 308 allait de 1 250 à 1 650 mm à l’avant et de 1 285 à 1 880 mm à l’arrière. L’embrayage d’entraînement, conçu comme un accouplement hydraulique, pouvait être étendu pour inclure un hydrostop. La première version du Super L 308 était dotée d’un essieu oscillant avec suspension télescopique individuelle et réglage des voies. La deuxième version, en revanche, était dotée d’un essieu pendulaire réglable en hauteur avec suspension télescopique individuelle et réglage de la voie. L’essieu arrière a été fabriqué à l’aide d’une conception portail avec largeur de voie réglable. La roue arrière était équipée d’un frein à mâchoires intérieur à commande au pied, qui pouvait également être utilisé individuellement comme frein de direction.
Le tracteur, qui pesait environ 1 660 kg, était équipé d’une robuste transmission ZF ou Getrag avec cinq vitesses avant et une vitesse arrière. Un jeu de pneus était disponible en option. La combinaison de la technologie d’embrayage sec et oléohydraulique permet de démarrer dans tous les rapports sous forte charge. L’utilisation d’un double embrayage permettait d’utiliser des tondeuses à entraînement par prise de force ou des presses à balles haute pression.

## Crédit de traduction
- (de) Cet article est partiellement ou en totalité issu de l’article de Wikipédia en allemand intitulé « Porsche-Diesel Super L 308 » (voir la liste des auteurs).